# ツール・ド・ロマンディ2011
ツール・ド・ロマンディ2011は、ツール・ド・ロマンディの65回目のレース。2011年4月26日から5月1日まで行なわれた。

## 参加チーム
- 斜字はコンチネンタルプロチーム

- AG2R・ラ・モンディアル
- アスタナ・チーム
- BMC・レーシングチーム
- エウスカルテル・エウスカディ
- ヨーロッパカー
- ガーミン・サーヴェロ
- ジェオックス・TMC
- ランプレ・ISD
- レオパルド・トレック
- リクイガス・キャノンデール
- オメガファーマ・ロット
- クイックステップ
- ラボバンク
- チーム・HTC - ハイロード
- チーム・カチューシャ
- チーム・モビスター
- チーム・レディオシャック
- チーム・サクソバンク - サンガード
- チームスカイ
- ヴァカンソレイユ・DCM

## 区間及び総合首位の変遷
| ステージ | 区間優勝                     | 総合 ·                   | 山岳賞 ·                     | スプリント賞 ·         | 新人賞 ·                   | チーム                   |
| -------- | ---------------------------- | ------------------------ | ---------------------------- | ---------------------- | -------------------------- | ------------------------ |
| P        | ホナタン・カストロビエホ     | ホナタン・カストロビエホ |                              |                        | ホナタン・カストロビエホ   | チーム・HTC - ハイロード |
| 1        | パヴェル・ブルット           | パヴェル・ブルット       | オレクサンドル・クヴァチェク | パヴェル・ブルット     | ジャック・ボブリッジ       | ランプレ・ISD            |
| 2        | ダミアーノ・クネゴ           | パヴェル・ブルット       | オレクサンドル・クヴァチェク | パヴェル・ブルット     | ピーター・スティーティナ   | チーム・モビスター       |
| 3        | アレクサンドル・ヴィノクロフ | パヴェル・ブルット       | オレクサンドル・クヴァチェク | ダリオ・チオーニ       | ピーター・スティーティナ   | チーム・モビスター       |
| 4        | デヴィッド・ザブリスキー     | カデル・エヴァンス       | オレクサンドル・クヴァチェク | ダリオ・チオーニ       | アンドリュー・タランスキー | ガーミン・サーヴェロ     |
| 5        | ベン・スウィフト             | カデル・エヴァンス       | クリス・アンカー・セレンセン | マティアス・ブレンドレ | アンドリュー・タランスキー | ガーミン・サーヴェロ     |

## 区間及び総合成績

### プロローグ
- 4月26日　マルティニ　3.5km（個人タイムトライアル）

区間 & 総合成績
| 順位 | 選手名                   | 国籍           | チーム                       | 時間    |
| ---- | ------------------------ | -------------- | ---------------------------- | ------- |
| 1    | ホナタン・カストロビエホ | スペイン       | エウスカルテル・エウスカディ | 3分40秒 |
| 2    | テイラー・フィニー       | アメリカ合衆国 | BMC・レーシングチーム        | 同      |
| 3    | リー・ハワード           | オーストラリア | チーム・HTC - ハイロード     | +01秒   |
| 4    | ジョフロワイ・ルカトル   | フランス       | チーム・レディオシャック     | +02秒   |
| 5    | デヴィッド・ミラー       | イギリス       | ガーミン・サーヴェロ         | 同      |
| 33   | 別府史之                 | 日本           | チーム・レディオシャック     | +09秒   |
| 101  | 新城幸也                 | 日本           | ヨーロッパカー               | +15秒   |

- 新人賞首位　ホナタン・カストロビエホ（ スペイン、エウスカルテル・エウスカディ） 3分40秒
- チーム総合時間賞　チーム・HTC - ハイロード　11分08秒

### 第1ステージ
- 4月27日　マルティニ － レザン　171.5km

区間成績
| 順位 | 選手名                       | 国籍           | チーム                   | 時間          |
| ---- | ---------------------------- | -------------- | ------------------------ | ------------- |
| 1    | パヴェル・ブルット           | ロシア         | チーム・カチューシャ     | 4時間27分21秒 |
| 2    | オレクサンドル・クヴァチュク | ウクライナ     | ランプレ・ISD            | +56秒         |
| 3    | ブラニスラウ・サモイラウ     | ベラルーシ     | チーム・モビスター       | +1分15秒      |
| 4    | ジャック・ボブリッジ         | オーストラリア | ガーミン・サーヴェロ     | +1分23秒      |
| 5    | ダミアーノ・クネゴ           | イタリア       | ランプレ・ISD            | +1分59秒      |
| 67   | 別府史之                     | 日本           | チーム・レディオシャック | +4分15秒      |
| 125  | 新城幸也                     | 日本           | ヨーロッパカー           | +13分06秒     |

総合成績
| 順位 | 選手名                       | 国籍           | チーム                   | 時間          |
| ---- | ---------------------------- | -------------- | ------------------------ | ------------- |
| 1    | パヴェル・ブルット           | ロシア         | チーム・カチューシャ     | 4時間27分21秒 |
| 2    | オレクサンドル・クヴァチュク | ウクライナ     | ランプレ・ISD            | +1分00秒      |
| 3    | ブラニスラウ・サモイラウ     | ベラルーシ     | チーム・モビスター       | +1分22秒      |
| 4    | ジャック・ボブリッジ         | オーストラリア | ガーミン・サーヴェロ     | +1分31秒      |
| 5    | アレクサンドル・ヴィノクロフ | カザフスタン   | アスタナ・チーム         | +2分04秒      |
| 68   | 別府史之                     | 日本           | チーム・レディオシャック | +4分19秒      |
| 126  | 新城幸也                     | 日本           | ヨーロッパカー           | +13分16秒     |

- 山岳賞首位　オレクサンドル・クヴァチュク（ ウクライナ、ランプレ・ISD） 24ポイント
- スプリント賞首位　パヴェル・ブルット（ ロシア、チーム・カチューシャ） 6ポイント
- 新人賞首位　ジャック・ボブリッジ（ オーストラリア、ガーミン・サーヴェロ） 4時間32分57秒
- チーム総合時間賞　ランプレ・ISD　13時間39分41秒

### 第2ステージ
- 4月28日　ロモン　171.8km

区間成績
| 順位 | 選手名                       | 国籍           | チーム                   | 時間          |
| ---- | ---------------------------- | -------------- | ------------------------ | ------------- |
| 1    | ダミアーノ・クネゴ           | イタリア       | ランプレ・ISD            | 4時間10分53秒 |
| 2    | カデル・エヴァンス           | オーストラリア | BMC・レーシングチーム    | +02秒         |
| 3    | アレクサンドル・ヴィノクロフ | カザフスタン   | アスタナ・チーム         | 同            |
| 4    | ルイ・コスタ                 | ポルトガル     | チーム・モビスター       | 同            |
| 5    | ダビ・ロペス・ガルシア       | スペイン       | チーム・モビスター       | 同            |
| 57   | 別府史之                     | 日本           | チーム・レディオシャック | +1分28秒      |
| 100  | 新城幸也                     | 日本           | ヨーロッパカー           | +6分39秒      |

総合成績
| 順位 | 選手名                       | 国籍           | チーム                   | 時間          |
| ---- | ---------------------------- | -------------- | ------------------------ | ------------- |
| 1    | パヴェル・ブルット           | ロシア         | チーム・カチューシャ     | 8時間43分39秒 |
| 2    | ダミアーノ・クネゴ           | イタリア       | ランプレ・ISD            | +38秒         |
| 3    | カデル・エヴァンス           | オーストラリア | BMC・レーシングチーム    | +42秒         |
| 4    | アレクサンドル・ヴィノクロフ | カザフスタン   | アスタナ・チーム         | 同            |
| 5    | ゴルカ・ベルドゥゴ           | スペイン       | アスタナ・チーム         | +46秒         |
| 57   | 別府史之                     | 日本           | チーム・レディオシャック | +4分27秒      |
| 115  | 新城幸也                     | 日本           | ヨーロッパカー           | +18分35秒     |

- 山岳賞首位　オレクサンドル・クヴァチュク（ ウクライナ、ランプレ・ISD） 28ポイント
- スプリント賞首位　パヴェル・ブルット（ ロシア、チーム・カチューシャ） 6ポイント
- 新人賞首位　ピーター・スティーティナ（ アメリカ合衆国、ガーミン・サーヴェロ） 8時間44分42秒
- チーム総合時間賞　チーム・モビスター　26時間12分42秒

### 第3ステージ
- 4月28日　ティエラン － ヌーシャテル　165.7km

区間成績
| 順位 | 選手名                       | 国籍         | チーム                   | 時間          |
| ---- | ---------------------------- | ------------ | ------------------------ | ------------- |
| 1    | アレクサンドル・ヴィノクロフ | カザフスタン | アスタナ・チーム         | 3時間47分55秒 |
| 2    | ミカエル・シェレル           | フランス     | AG2R・ラ・モンディアル   | 同            |
| 3    | トニー・マルティン           | ドイツ       | チーム・HTC - ハイロード | 同            |
| 4    | ベン・スウィフト             | イギリス     | チーム・スカイ           | 同            |
| 5    | オスカル・フレイレ           | スペイン     | ラボバンク               | 同            |
| 96   | 別府史之                     | 日本         | チーム・レディオシャック | +56秒         |
| 99   | 新城幸也                     | 日本         | ヨーロッパカー           | +56秒         |

総合成績
| 順位 | 選手名                       | 国籍           | チーム                   | 時間           |
| ---- | ---------------------------- | -------------- | ------------------------ | -------------- |
| 1    | パヴェル・ブルット           | ロシア         | チーム・カチューシャ     | 12時間31分34秒 |
| 2    | アレクサンドル・ヴィノクロフ | カザフスタン   | アスタナ・チーム         | +32秒          |
| 3    | ダミアーノ・クネゴ           | イタリア       | ランプレ・ISD            | +38秒          |
| 4    | カデル・エヴァンス           | オーストラリア | BMC・レーシングチーム    | +42秒          |
| 5    | ゴルカ・ベルドゥゴ           | スペイン       | アスタナ・チーム         | +46秒          |
| 57   | 別府史之                     | 日本           | チーム・レディオシャック | +5分23秒       |
| 109  | 新城幸也                     | 日本           | ヨーロッパカー           | +19分31秒      |

- 山岳賞首位　オレクサンドル・クヴァチュク（ ウクライナ、ランプレ・ISD） 28ポイント
- スプリント賞首位　ダリオ・チオーニ（ イタリア、チーム・スカイ） 7ポイント
- 新人賞首位　ピーター・スティーティナ（ アメリカ合衆国、ガーミン・サーヴェロ） 12時間32分37秒
- チーム総合時間賞　チーム・モビスター　37時間36分27秒

### 第4ステージ
- 4月30日 オボンヌ － シニャル・ド・ブジ　20.1km（個人タイムトライアル）

区間成績
| 順位 | 選手名                   | 国籍           | チーム                            | 時間     |
| ---- | ------------------------ | -------------- | --------------------------------- | -------- |
| 1    | デヴィッド・ザブリスキー | アメリカ合衆国 | ガーミン・サーヴェロ              | 27分57秒 |
| 2    | リッチー・ポート         | オーストラリア | チーム・サクソバンク - サンガード | +02秒    |
| 3    | リーウ・ウェストラ       | オランダ       | ヴァカンソレイユ・DCM             | +14秒    |
| 4    | ブラッドリー・ウィギンス | イギリス       | チーム・スカイ                    | +18秒    |
| 5    | トニー・マルティン       | ドイツ         | チーム・HTC - ハイロード          | +27秒    |
| 92   | 別府史之                 | 日本           | チーム・レディオシャック          | +2分34秒 |
| 93   | 新城幸也                 | 日本           | ヨーロッパカー                    | +2分34秒 |

総合成績
| 順位 | 選手名                       | 国籍           | チーム                   | 時間           |
| ---- | ---------------------------- | -------------- | ------------------------ | -------------- |
| 1    | カデル・エヴァンス           | オーストラリア | BMC・レーシングチーム    | 13時間00分58秒 |
| 2    | トニー・マルティン           | ドイツ         | チーム・HTC - ハイロード | +18秒          |
| 3    | アレクサンドル・ヴィノクロフ | カザフスタン   | アスタナ・チーム         | +19秒          |
| 4    | マルコ・ピノッティ           | イタリア       | チーム・HTC - ハイロード | +31秒          |
| 5    | ベニャト・インチャウスティ   | スペイン       | チーム・モビスター       | +41秒          |
| 61   | 別府史之                     | 日本           | チーム・レディオシャック | +6分30秒       |
| 106  | 新城幸也                     | 日本           | ヨーロッパカー           | +20分38秒      |

- 山岳賞首位　オレクサンドル・クヴァチュク（ ウクライナ、ランプレ・ISD）
- スプリント賞首位　ダリオ・チオーニ（ イタリア、チーム・スカイ）
- 新人賞首位　アンドリュー・タランスキー（ アメリカ合衆国、ガーミン・サーヴェロ）
- チーム総合時間賞　ガーミン・サーヴェロ　39時間02分08秒

### 第5ステージ
- 5月1日 シャンパーニュ － ジュネーヴ 164.6km

区間成績
| 順位 | 選手名                 | 国籍     | チーム                     | 時間          |
| ---- | ---------------------- | -------- | -------------------------- | ------------- |
| 1    | ベン・スウィフト       | イギリス | チーム・スカイ             | 3時間50分51秒 |
| 2    | ダヴィデ・ヴィガノ     | イタリア | レオパルド・トレック       | 同            |
| 3    | オスカル・フレイレ     | スペイン | ラボバンク                 | 同            |
| 4    | ファビオ・サバティーニ | イタリア | リクイガス・キャノンデール | 同            |
| 5    | エンリコ・ガスパロット | イタリア | アスタナ・チーム           | 同            |
| 6    | 別府史之               | 日本     | チーム・レディオシャック   | 同            |
| 9    | 新城幸也               | 日本     | ヨーロッパカー             | 同            |

### 総合成績
| 順位 | 選手名                       | 国籍           | チーム                   | 時間           |
| ---- | ---------------------------- | -------------- | ------------------------ | -------------- |
| 1    | カデル・エヴァンス           | オーストラリア | BMC・レーシングチーム    | 16時間51分49秒 |
| 2    | トニー・マルティン           | ドイツ         | チーム・HTC - ハイロード | +18秒          |
| 3    | アレクサンドル・ヴィノクロフ | カザフスタン   | アスタナ・チーム         | +19秒          |
| 4    | マルコ・ピノッティ           | イタリア       | チーム・HTC - ハイロード | +31秒          |
| 5    | ベニャト・インチャウスティ   | スペイン       | チーム・モビスター       | +41秒          |
| 6    | ピーター・ウェーニング       | オランダ       | ラボバンク               | +51秒          |
| 7    | ヤネス・ブライコヴィッチ     | スロベニア     | チーム・レディオシャック | +52秒          |
| 8    | パヴェル・ブルット           | ロシア         | チーム・カチューシャ     | +58秒          |
| 9    | アンドリュー・タランスキー   | アメリカ合衆国 | ガーミン・サーヴェロ     | +59秒          |
| 10   | デヴィッド・ミラー           | イギリス       | ガーミン・サーヴェロ     | +1分00秒       |
| 57   | 別府史之                     | 日本           | チーム・レディオシャック | +6分30秒       |
| 98   | 新城幸也                     | 日本           | ヨーロッパカー           | +20分38秒      |

### 山岳賞
| 順位 | 選手名                       | 国籍       | チーム                            | ポイント |
| ---- | ---------------------------- | ---------- | --------------------------------- | -------- |
| 1    | クリス・アンカー・セレンセン | デンマーク | チーム・サクソバンク - サンガード | 32       |
| 2    | オレクサンドル・クヴァチュク | ロシア     | ランプレ・ISD                     | 28       |
| 3    | パヴェル・ブルット           | ロシア     | チーム・カチューシャ              | 22       |

### スプリント賞
| 順位 | 選手名                 | 国籍         | チーム               | ポイント |
| ---- | ---------------------- | ------------ | -------------------- | -------- |
| 1    | マティアス・ブレンドレ | オーストリア | ジェオックス・TMC    | 12       |
| 2    | ダリオ・チオーニ       | イタリア     | チーム・スカイ       | 7        |
| 3    | パヴェル・ブルット     | ロシア       | チーム・カチューシャ | 6        |

### 新人賞
23歳以下の選手
| 順位 | 選手名                     | 国籍           | チーム               | 時間           |
| ---- | -------------------------- | -------------- | -------------------- | -------------- |
| 1    | アンドリュー・タランスキー | アメリカ合衆国 | ガーミン・サーヴェロ | 16時間52分48秒 |
| 2    | ピーター・スティーティナ   | アメリカ合衆国 | ガーミン・サーヴェロ | +1分15秒       |
| 3    | シリル・ゴティエ           | フランス       | ヨーロッパカー       | +2分18秒       |

### チーム時間賞
| 順位 | チーム名             | 国籍           | 時間           |
| ---- | -------------------- | -------------- | -------------- |
| 1    | ガーミン・サーヴェロ | アメリカ合衆国 | 50時間34分41秒 |
| 2    | チーム・モビスター   | スペイン       | +2分15秒       |
| 3    | レオパルド・トレック | ルクセンブルク | +3分32秒       |

## UCIワールドツアー個人総合成績
5月2日現在
| 順位 | 選手名                       | 国籍           | チーム                       | ポイント |
| ---- | ---------------------------- | -------------- | ---------------------------- | -------- |
| 1    | フィリップ・ジルベール       | ベルギー       | オメガファーマ・ロット       | 356      |
| 2    | ファビアン・カンチェラーラ   | スイス         | レオパルド・トレック         | 236      |
| 3    | カデル・エヴァンス           | オーストラリア | BMC・レーシングチーム        | 232      |
| 4    | マシュー・ゴス               | オーストラリア | チーム・HTC - ハイロード     | 203      |
| 5    | アンドレアス・クレーデン     | ドイツ         | チーム・レディオシャック     | 202      |
| 6    | ミケーレ・スカルポーニ       | イタリア       | ランプレ・ISD                | 202      |
| 7    | トニー・マルティン           | ドイツ         | チーム・HTC - ハイロード     | 197      |
| 8    | サムエル・サンチェス         | スペイン       | エウスカルテル・エウスカディ | 163      |
| 9    | ロベルト・ヘーシンク         | オランダ       | ラボバンク                   | 156      |
| 10   | アレクサンドル・ヴィノクロフ | カザフスタン   | アスタナ・チーム             | 146      |